# Nahavaq
Le nahavaq est une langue océanienne parlée par environ 700 personnes au Vanuatu, dans le sud-ouest de l’île Malekula.

## Noms de la langue
Le mot nahavaq signifie « quoi ». Dans cette région, il est commun de dénommer les langues par la forme de ce mot interrogatif.
La langue a été désignée par d’autres noms : Nahava (sans notation du coup de glotte représenté par q), South West Bay d’après la zone où elle est parlée (mais d’autres langues sont également parlées dans la région), Sinesip (qui est le nom de l’aire culturelle) et Seniang. Ethnologue.com inclut également Na’ahai, mais ce nom désigne une langue voisine mais distincte, que ce site appelle malfaxal.

## Phonologie

### Consonnes
Le nahavaq a 21 consonnes ; il distingue une série de bilabiales et de labio-vélaires. Il possède également des occlusives sonores prénasalisées typiques des langues océaniennes.
|                          | Labio-vélaires | Bilabiales palatalisées | Alvéolaires | Palatale | Vélaires | Glottales |
| ------------------------ | -------------- | ----------------------- | ----------- | -------- | -------- | --------- |
| Occlusives sourdes       | pʷ             | pʲ                      | t           |          | k        | ʔ         |
| Occlusives prénasalisées | ᵐbʷ            | ᵐbʲ                     | ⁿd          |          | ᵑɡ       |           |
| Nasales                  | mʷ             | mʲ                      | n           |          | ŋ        |           |
| Fricatives               | βʷ             | βʲ                      | s           |          |          | h         |
| Latérale                 |                |                         | l           |          |          |           |
| Roulée                   |                |                         | r           |          |          |           |
| Spirantes                | w              |                         |             | j        |          |           |

À ces phonèmes s’ajoute peut-être un autre, une occlusive rétroflexe prénasalisée avec un relâchement roulé [ᶯɖɽ]. Cependant, seuls quelques locuteurs âgés le prononcent ; tous les autres le remplacent par [ⁿd].
Le coup de glotte est souvent réalisé sous la forme de voix craquée : /na-ʔan/ (« je mange ») est prononcé [naa̰an].
Les fricatives ont toutes des allophones :
- les fricatives labiales (/βʷ/ et /βʲ/) sont sonores, mais certains locuteurs les dévoisent en fin de syllabe ([ɸʷ] et [ɸʲ]).
- /h/ est normalement sourd, mais il peut être aussi voisé ([ɦ]). Après /i/, il peut être prononcé [ç]. Après /u/, il peut être réalisé [ɸ], [x] ou [ħ]. Enfin, [x] est aussi possible après /o/.
- La prononciation exacte de /s/ varie selon les locuteurs, et il arrive souvent qu’il soit prononcé [ʃ] avant ou après un /u/.

Les occlusives prénasalisées sont souvent remplacées, chez les locuteurs les plus jeunes, par des nasales : par exemple /kinaᵑɡ/ (« je ») est prononcé [kinaᵑɡ] par les vieux et [kinaŋ] par les jeunes,,.
Les deux occlusives labiales prénasalisées (soient /ᵐbʷ/ et /ᵐbʲ/) ont un allophone roulé devant /u/. Ainsi, /ni-ᵐbʷuwes/ (« cochon ») peut être prononcé [niᵐʙʷuwes]. [ʙ] est un son rare dans les langues du monde, mais fréquent à Malekula (on le trouve par exemple en unua) ; cependant, en nahavaq, il est surtout utilisé par les locuteurs âgés.
/r/ a plusieurs allophones qui dépendent surtout du locuteur : [r], [ɾ], [ɹ], [z̺]. Les jeunes enfants ont souvent du mal à rouler les r et peuvent les remplacer par [j].
Les consonnes bilabiales, notées ici avec le symbole ʲ sont légèrement palatalisées. La notation sans ʲ ou ʷ (/m/, /ᵐb/, etc.) est utilisée dans les cas où la consonne utilisée est ambiguë et pour les locuteurs qui ne distinguent pas les deux séries de consonnes labiales. Par exemple, dans /mas/ (« rire »), certains locuteurs prononcent la première consonne [mʲ] et d’autres [mʷ]. La plupart des jeunes ne font plus du tout la différence, ce qui suggère que la distinction entre les consonnes labio-vélaires et bilabiales est en train de se perdre.
En fin de syllabe, les occlusives labiales se prononcent de la même manière que les fricatives correspondantes : /i-lipʲ/ (« il prend ») peut être prononcé [i-lipʲ], [i-liɸʲ] ou [i-liβʲ].
Il arrive souvent que les jeunes locuteurs ne prononcent pas le /h/ en fin de mot ou entre deux voyelles. Quand /h/ est supprimé entre deux voyelles identiques, cela peut donner une voyelle longue. Il est encore plus courant que le coup de glotte soit supprimé quand celui-ci suit ou précède une autre consonne : /leβʷaʔhat/ (« matin ») devient [leβʷahat].

### Voyelles
Le nahavaq a gardé les voyelles du proto-océanien, un système simple à cinq voyelles (/i/, /e/, /a/, /o/, /u/) sans distinction de longueur.
La qualité des voyelles varie selon leur environnement : elles sont un peu plus avancées quand elles se trouvent entre deux consonnes antérieures (bilabiales et alvéolaires), et sont plus rétractées entre deux consonnes postérieures (labio-vélaires, vélaires, glottales). Ce phénomène est particulièrement fort avec /u/, qui devient [y] quand il est avancé.

### Syllabes
Les syllabes en nahavaq ont la structure (C)V(C), c’est-à-dire une voyelle éventuellement précédée et/ou suivie d’une consonne. Deux consonnes peuvent se suivre à l’intérieur d’un mot, entre deux syllabes (par exemple /mal.ʔah/, « froid »). Certains mots empruntés ne respectent pas ces règles, par exemple /klas/ (« miroir », de l’anglais glass via le bichelamar glas), mais dans ce cas, il est possible d’insérer un /i/ et de prononcer [kilas].
Les seules voyelles qui peuvent apparaître en fin de mot sont /u/ et /i/, sauf mots d’emprunts. Dans ce cas, un [h] est souvent inséré à la fin du mot quand le mot suivant commence par une voyelle. Les mots qui commencent par une voyelle peuvent être prononcés avec un coup de glotte initial.
Le nahavaq n’a pas d’accent tonique.

### Morphophonologie
Certains préfixes se modifient en fonction du mot qui suit :
- quelques préfixes verbaux tels que re-, qui indique la troisième personne du pluriel, modifient leur voyelle selon la première voyelle du mot suivant : si c’est /i/, /e/ ou /u/, le préfixe garde son /e/, mais si c’est /a/ ou /o/, la voyelle du préfixe devient /a/ ou /o/. Ainsi, /ropʷ/ (« courir ») avec le préfixe re- devient [roropʷ][17].
- Le préfixe nV-, qui se trouve dans la plupart des contextes devant les noms, a une voyelle qui doit être apprise. Cependant, la plupart du temps, elle est identique à la première voyelle du mot suivant (quand celle-ci n’est pas une voyelle fermée) : /na-laŋ/ (« vent »), /ne-hew/ (« jardin »), /no-ᵐbʷow/ (« anguille »). Avec /i/ et /u/, la voyelle du préfixe est plus difficile à prévoir : /nu-wur/ (« feuille »), /ne-βʲul/ (« lune »)[18]. On retrouve un phénomène similaire en mwotlap, une autre langue du Vanuatu.

Les voyelles /a/, /o/ et /u/ peuvent assimiler la voyelle suivante (même si elle est dans un autre mot) si elles sont séparées par une consonne glottale : /a-her/ (« vous prenez ») devient [ahar].
/i/ peut être supprimé entre deux consonnes (si la deuxième est suivie par une voyelle) : ainsi, /ᵐbʲuraʔtew/ (« bernard-l’ermite ») peut être prononcé [ᵐbʲuraʔtew] ou [ᵐbʲraʔtew].
Il arrive rarement qu’un même morphème contienne à la fois des consonnes bilabiales et labio-vélaires ; le plus souvent, toutes les labiales d’un morphème (quand il y en a plusieurs) sont de même type. Certains noms directement possédés (dont la possession se forme avec un suffixe) ont une assimilation labiale : la dernière consonne de la racine est bilabiale avec le suffixe /-n/ de la troisième personne, mais labio-vélaire avec le suffixe /-mʷ/ de la deuxième personne. Ainsi, « son père » se dit /temʲe-n/, mais « ton père » se dit /tamʷa-mʷ/.
Deux consonnes identiques qui se suivent (ce qui peut arriver entre deux morphèmes, quand on ajoute des affixes) se simplifient en une consonne simple : /ke-s-sepʲ/ (« il ne tomberait pas ») est réalisé [kesepʲ].

## Écriture
L’orthographe employée pour écrire le nahavaq, basée sur l’alphabet latin, est la suivante.
| Graphème      | a   | e     | i  | o  | u |   |
| Prononciation | a   | e     | i  | o  | u |   |
| Graphème      | p   | p(w)  | t  | k  | q | y |
| Prononciation | pʲ  | pʷ    | t  | k  | ʔ | j |
| Graphème      | mb  | mb(w) | nd | gc | l |   |
| Prononciation | ᵐbʲ | ᵐbʷ   | ⁿd | ᵑɡ | l |   |
| Graphème      | m   | m(w)  | n  | g  | r |   |
| Prononciation | mʲ  | mʷ    | n  | ŋ  | r |   |
| Graphème      | v   | v(w)  | s  | h  | w |   |
| Prononciation | βʲ  | βʷ    | s  | h  | w |   |

Le w des labio-vélaires n’est pas écrit pour transcrire les paroles de locuteurs ne distinguant pas les séries de labiales. C’est la même chose pour les prénasalisées : « panier » pourra s’écrire noqond ou noqon selon le locuteur.
Peu de locuteurs du nahavaq savent écrire leur langue, mais cet alphabet est désormais enseigné dans les écoles élémentaires.

## Grammaire

### Pronoms personnels
Le nahavaq, comme d’autres langues océaniennes, a des pronoms personnels pour trois nombres (singulier, duel, pluriel) sans distinction de genre et avec un « nous » exclusif et inclusif.
| Personne | Personne  | Singulier    | Duel           | Pluriel |
| -------- | --------- | ------------ | -------------- | ------- |
| 1re      | Inclusive | —            | nuqund         | nigcind |
| 1re      | Exclusive | kinagc, nagc | nuqumwem, mwem | kamem   |
| 2e       | 2e        | inugc, nugc  | nuqum          | niqcim  |
| 3e       | 3e        | qey          | ruwar, war     | qar     |

### Numéraux
Comme dans beaucoup de langues du Vanuatu (mavea, éfaté du Sud…), les locuteurs du nahavaq comptent le plus souvent en bichelamar à partir de dix (voir cinq pour les plus jeunes), bien que leur langue possède des numéraux. Le système de numération est partiellement vicésimal et décimal, bien que les numéraux de 6 à 9 soient formés à partir de ceux de 1 à 4.
| 1  | i-siq       | 11 | (i-)lagavul (ni)ndumwen i-siq     |
| 2  | i-ru        | 12 | (i-)lagavul (ni)ndumwen i-ru      |
| 3  | i-tul       | 13 | (i-)lagavul (ni)ndumwen i-tul     |
| 4  | i-ves       | 14 | (i-)lagavul (ni)ndumwen i-ves     |
| 5  | i-lim       | 15 | (i-)lagavul (ni)ndumwen i-lim     |
| 6  | (i-)sow-siq | 16 | (i-)lagavul (ni)ndumwen i-sow-siq |
| 7  | (i-)sow-ru  | 17 | (i-)lagavul (ni)ndumwen i-sow-ru  |
| 8  | (i-)sow-tul | 18 | (i-)lagavul (ni)ndumwen i-sow-tul |
| 9  | (i-)sow-vey | 19 | (i-)lagavul (ni)ndumwen i-sow-vey |
| 10 | (i-)lagavul | 20 | (ni-)morlalaq (i-siq)             |

Après 20, on compte par multiples de 20 : ni-morlalaq, multiplicateur, no-qorond, nombre entre 1 et 19. Ainsi, 174 se dit ni-morlalaq i-sow-tul no-qorond i-lagavul (ni)ndumwen i-ves, soit 20×8+14.